# Antón Lamazares
Antón Lamazares (Lalín, Pontevedra, 1954) és un pintor espanyol de la "generació dels anys 80", com José María Sicilia, Miquel Barceló o Víctor Mira. A les seves obres, realitzades sobre fusta i cartró, crea un llenguatge propi a partir de l'experimentació amb vernissos i altres matèries. El seu estil evoluciona des d'un expressionisme lúdic inicial, avançant cap a l'informalisme i l'abstracció, amb una deriva minimalista a la seva darrera etapa, on acull el diàleg entre ànima i memòria, entre sensualitat i espiritualitat, onirisme i poesia. Amb una àmplia projecció internacional, les seves peces s'han exhibit en nombroses ciutats de diversos continents, i consta als fons d'art de grans centres com el Museo Nacional de Arte Reina Sofía, Centro Galego de Arte Contemporánea o el Museo de Arte Contemporáneo de Madrid, i també en múltiples col·leccions privades i fundacions.

## Joventut: pintura i poesia

### Galícia 1954-1977

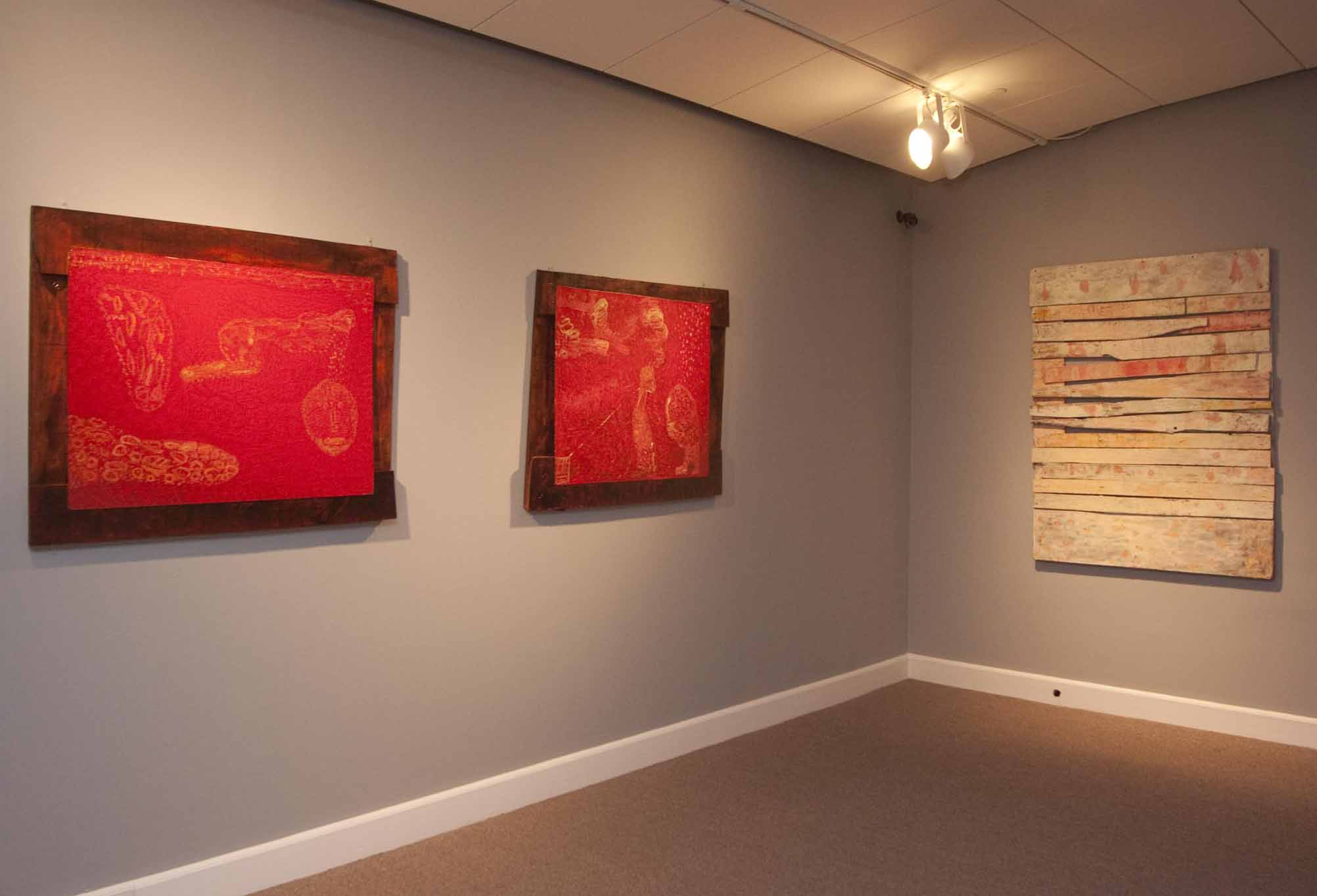
Peces de les sèries Sueño e colorao i Titania e Brao

Lamazares neix el 2 de gener de 1954 a Maceira, un indret de Lalín (Galícia). L'entorn rural de la seva infància deixa una petjada profunda al seu imaginar i al seu procés creador. Realitza bona part dels seus estudis internat al convent Franciscà d'Herbon, en el període comprès entre els anys 1963 i 1969, lliurant-se a la lectura fervent de textos literaris, sobretot dels clàssics grecs i llatins. A finals dels anys seixanta comença a escriure poesia i es fa amic de l'escriptor Álvaro Cunqueiro i dels pintors Laxeiro i Manuel Pesqueira, que esdevindran els seus referents plàstics. La seva vocació creadora comença a encarar-se cap a la pintura i opta per una formació autodidacta. Esdevé essencial el viatge que realitza l'any 1972 per diferents països Europeus per tal d'estudiar directament la pintura dels mestres que venera: Vincent van Gogh, Paul Klee, Rembrandt, Joan Miró, Antoni Tàpies, Manuel Millares, Alberto Giacometti, Francis Bacon i també veurà postres d'art oceànic i medieval.
Un cop finalitzat aquest viatge romandrà a Barcelona, on treballa com a obrer de la construcció i estudia els diferents centres d'art i col·leccions de la ciutat, entre els quals destaquen el museu Marès i el museu Nacional d'Art de Catalunya. Després viatja a Madrid, on es retroba amb el seu Mestre Laxeiro i on coneix el poeta Carlos Oroza, una altra amistat essencial per al pintor, ja que l'intercanvi entre pintura i poesia és constant a la seva obra.
L'any 1973, amb només 19 anys, ja comença a exposar els seus quadres en exposicions col·lectives i individuals. L'any 1975 ha d'ingressar a la Marina a la ciutat de Ferrol. El 27 de setembre d'aquell mateix any, el colpeix la notícia dels darrers afusellaments del franquisme després del Procés de Burgos. Un dels presos executats és el seu amic Humberto Baena, nascut a Pontevedra i afusellat amb 24 anys. Lamazares entra en una profunda depressió i és internat a l'àrea de psiquiatria, on escriurà el seu poemari Adibal.
| «                             | "Durant el segle XX molts pintors han volgut expressar els llocs més ocults i misteriosos de l'ésser humà. No obstant això, quan ho han fet, ha sigut en general sobre una tela blanca, com si fossin capaços d'expressar-se sobre l'immaculat territori del no res. Per mi, el pintor no és qui expressa la seva potència sobre la superfície, sinó qui aconsegueix establir una relació de conflicte i de respecte amb el món que l'envolta. Quan agafo un cartró o una fusta per tal de pintar-hi al damunt, ho faig perquè penso que així rememoro la importància que té una dimensió sagrada. " | » |
| — Lamazares, Enter.arte, 2007 | |   |

## De l'expressionisme i l'arte povera a la pintura bifront (Madrid-Nova York, 1978-1989)

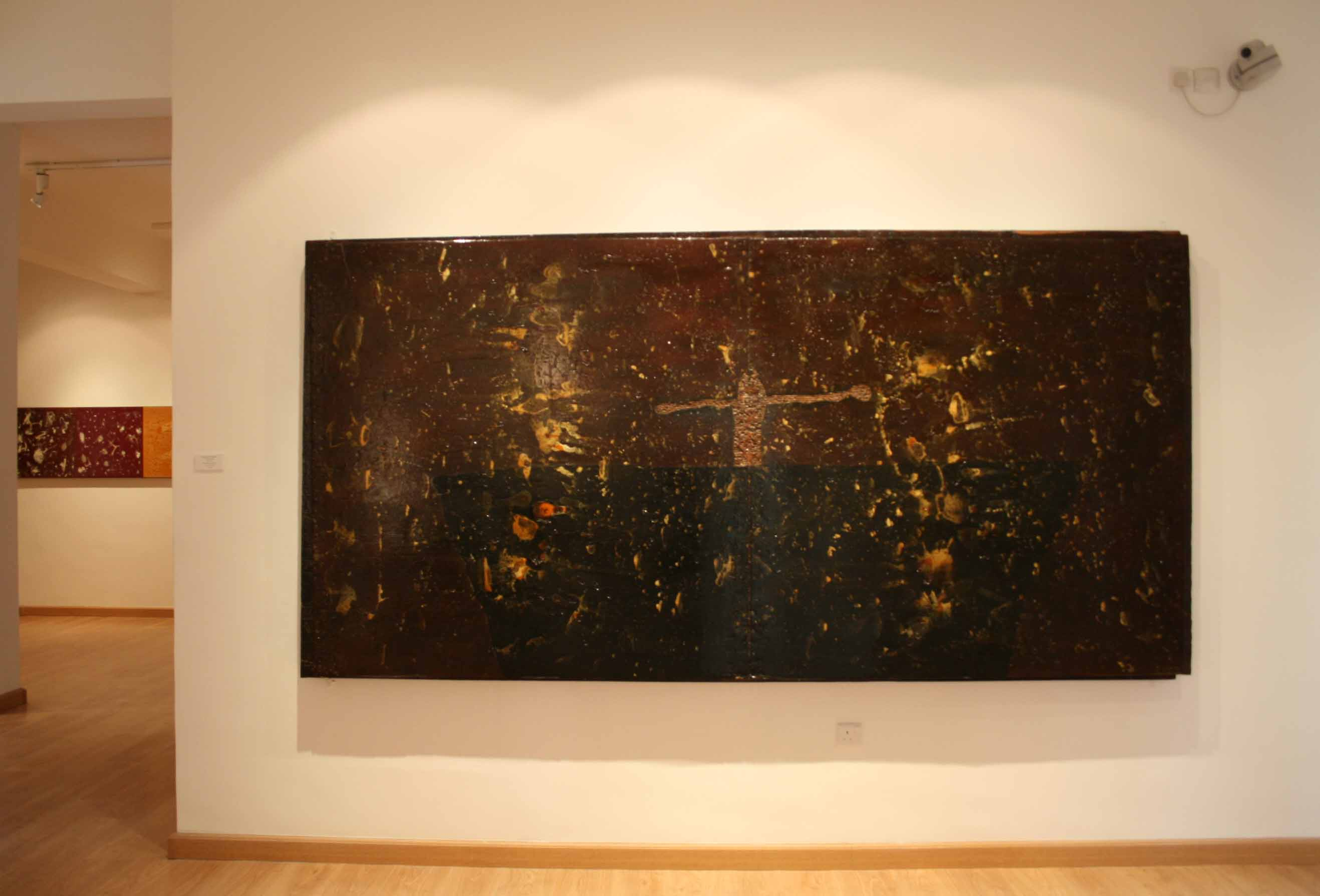
Mauro, de Gracias vagabundas, a la Galeria Nacional de Jordània

L'any 1978 es trasllada a Madrid, on crea una amistat amb el pintor Alfonso Fraile, i també amb la galerista Juana Mordó, el crític d'art i poeta Santiago Amón, i el neuròleg Alberto Portera, figura aglutinant d'un ampli grup d'artistes: escriptors, directors de cinema i pintors que es troben els caps de setmana a la seva finca de Mataborricos, on Lamazares realitza una exposició a l'aire lliure l'any 1979. Aquest mateix any coneix en Joan Miró i viatja per la Provença per retrobar-se amb el paisatge d'artistes com Van Gogh, Picasso, Cézanne o Matisse.
Els anys vuitanta són de treball intens i també de gran projecció: abans de complir trenta anys, l'obra de Lamazares ja ha assolit un espai propi dins del panorama espanyol i de l'estranger. Als seus quadres projecta figures d'aire lúdic i oníric de línia expressionista amb un intens cromatisme i una poderosa originalitat. Exposa la seva obra a la galeria de Juana Mordó a Madrid, Elisabeth Frank a Bèlgica i també a la Sala Gaspar de Barcelona.
Aviat es trasllada a Nova York, on roman dos anys amb una beca Fulbright i la seva pintura evoluciona cap a una concepció més depurada i matèrica. Exposa a la galeria Bruno Fachetti i viu entre Nova York i Salamanca. L'any 1988 viatja per Àsia Menor i visita el temple de Didima, com a homenatge al Hiperion de Hölderlin. També viatja per Istanbul, i l'impressionen les esglésies romanes d'Orient. Aquest imaginari quedarà pales a les obres que presenta a la Galería Miguel Marcos, elaborades per juxtaposició de fustes. L'any 1990 prepara una nova sèrie de peces, concebudes per a ser vistes per ambdós costats, a les quals denomina bifronts.
| «                                                                   | "El mite proposat i plasmat per Antón Lamazares a l'equidistància del crepuscle no tracta de transcendir la frontera de l'altre món, sinó d'entreveure i rebel·lar un sentit profund a la infinitud d'aquest aquí. Com a veritable artista que és, Lamazares esdevé testimoni de la dimensió de l'infinit. Només els grans artistes han sabut evocar-la i transformar-la en mite. | » |
| — Santiago Amón, La pintura de Lamazares y la luz crepuscular, 1986 | |   |

### La pintura escultòrica i de gran format (París-Madrid, 1990-2003)

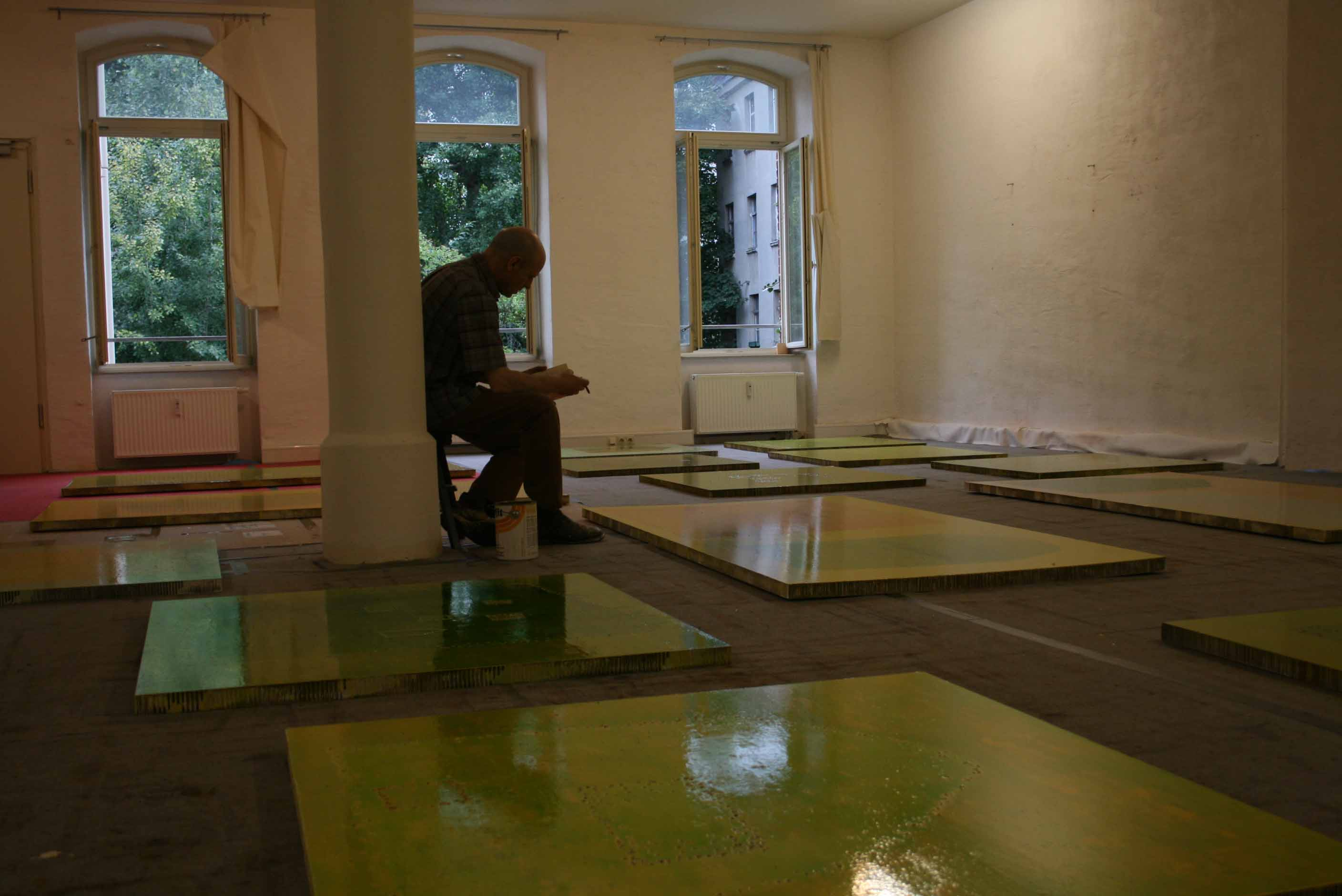
Antón Lamazares al seu taller

S'instal·la a París durant els anys 1990-1991 amb una beca Cité des Arts, i l'any 1991 obre un taller a Madrid, on treballa en les sèries Gracias vagabundas i Desazón de vagabundos. L'any 1993 coneix Tàpies i publica una extensa entrevista que li realitza amb motiu d'haver rebut de les seves mans el Lleó d'Or a la Biennal de Venècia. Convidat pel CGAC, de maig a novembre de 1996 roman a Galícia i pinta la sèrie Gracias do lugar: Eidos de Rosalía, Eidos de Bama. De juny a novembre de 1997, a Santa Baia de Matalobos (A Estrada), pinta a l'aire lliure Bés de Santa Baia. Aquest mateix any coneix l'escultor Jorge Oteiza, amb qui manté una conversa de diverses hores filmada per la directora de cinema Chus Gutiérrez. L'any 1998 pinta a Madrid la sèrie Titania e Brao, en homenatge a l'estiu de Castella, i després es dedica a Pol en Adelán.
També fa feines relacionades amb l'art gràfic, com gravats que acompanyen cinc textos de Gustavo Martín Garzo al llibre de l'artista El Canto de la Cabeza (Galeria Sen, Madrid), o les litografies que acompanyen l'Itinerarium d'Egeria(Raiña Lupa, París), el qual és nomenat llibre de l'any a França per Le Monde Diplomatique. L'any 2001, realitza una exposició a l'Estació Marítima de La Corunya, que porta per títol Un saco de pan duro.
La seva obra és seleccionada per a la promoció internacional pel programa Arte Español para el Exterior del Ministerio de Asuntos Exteriores (SEACEX), juntament a la d'altres artistes espanyols: Antonio Saura, Martín Chirino, Joan Hernández Pijuan, Millares, Pablo Serrano, Oteiza o Tàpies. Lamazares viatja a Florència i Assís per tal d'apropar-se a algunes peces d'art del renaixement i a l'univers de Sant Francesc d'Assís, a qui dedica la seva nova sèrie Follente Bemil.
| «                                                   | "S'ha relacionat la seva obra amb Jean Dubuffet, Gaston Chaissac i la seva idea del brut, d'allò espontani, però en realitat la seva recerca és sempre la d'aquella bellesa humil sempre amenaçada pels grans vendavals de la veritat i de les preceptives. | » |
| — Gustavo Martín Garzo, Jonás y la calabacera, 2000 | |   |

### De l'abstracció al minimalisme poètic (Berlín, des de 2004)

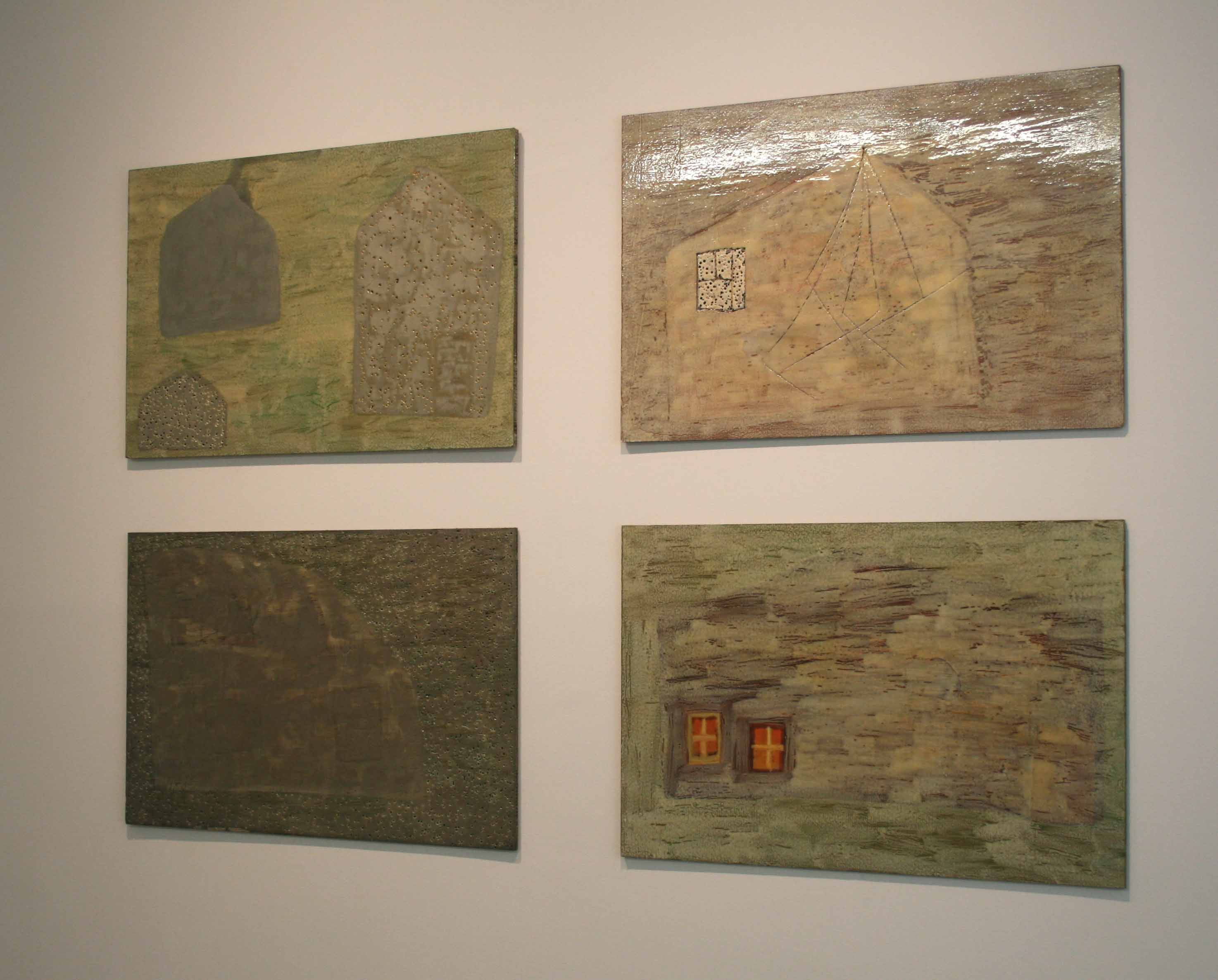
Exposició de Domus Omnia a Santiago de Compostel·la

Trasllada la seva residència a Berlín, on viu des de l'any 2004. Després de la mort del seu pare, comença la sèrie E fai frío no lume (Fa fred al foc). Realitza grans exposicions a Eslovènia i al Museu (església) Kiscelli de Budapest (Hongria)

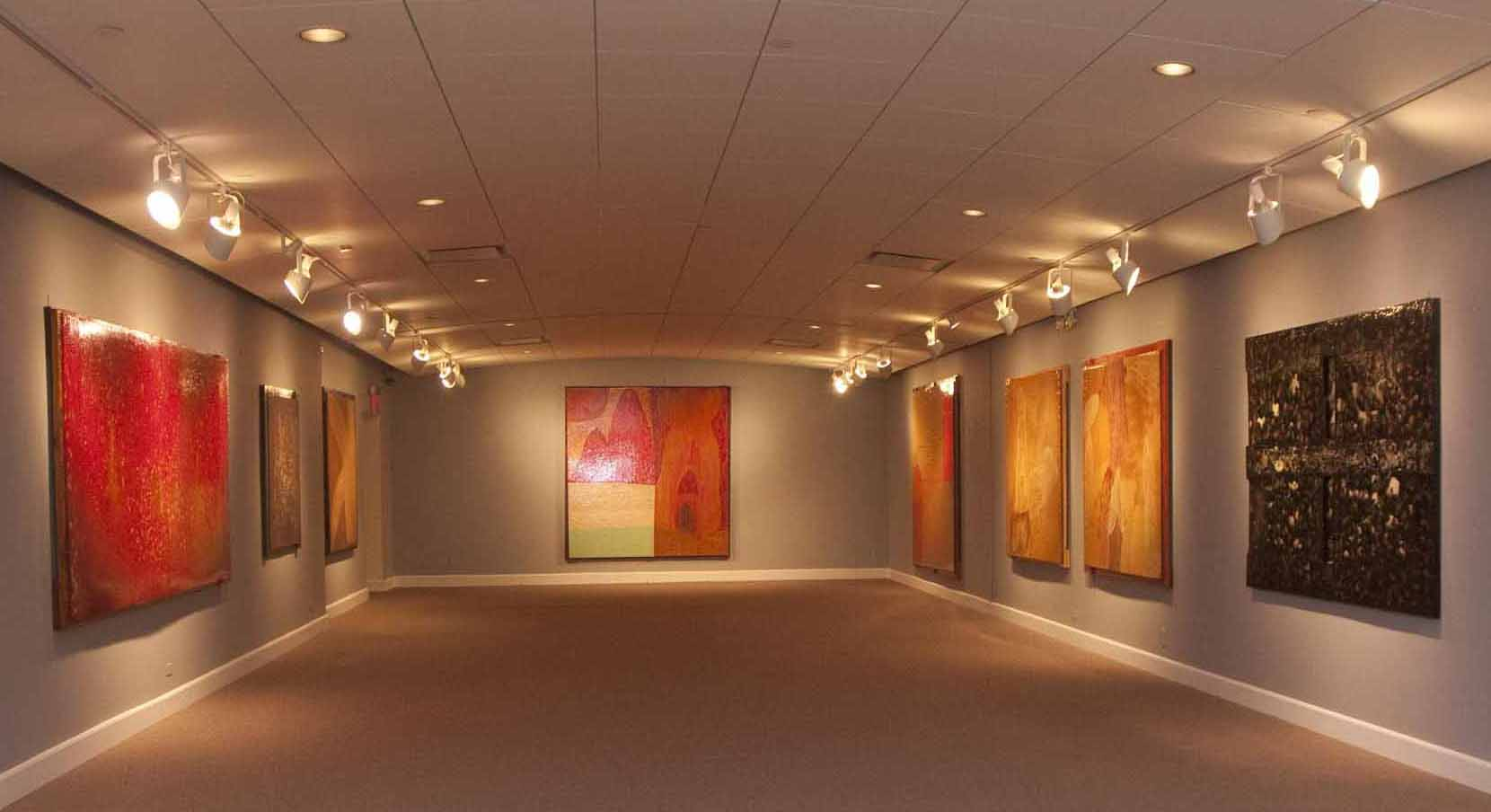
Exposició de Lamazares a Nova York, 2009

Després es dedica a la sèrie Domus Omnia, i col·labora amb els seus gravats en dos altres llibres d'artista amb poemes d'Oroza: Deseo sin trámite, amb una serigrafia (Aiguatinta, Vigo) i Un sentimiento ingrávido recorre el ambiente, amb cinc litografies (Raiña Lupa, París).
L'any 2008, exposa Horizonte sin dueño a la Galeria Nacional de Jordània (Amman) antologia de la seva obra gràfica a l'Institut Cervantes de Damasc (Síria) on el poeta Taher Riyad li dedica el poemari Cantos de Lamazares.
L'any 2009, exposa la seva obra a Nova York, al Queen Sofía Spanish Institute i també a Ourense, al Centre Cultural de la Diputació. A més a més, també participa en una exposició itinerant dedicada al poeta Vicente Aleixandre i rep el Premi Laxeiro per la seva trajectòria i projecció internacional.
L'any 2010 exposa la seva obra a l'església de la Universitat a Santiago de Compostel·la i també a Tui, on es presenta dins del Festival Internacional de Cinema (Play-Doc) el llargmetratge Horizonte sin dueño, realitzat pels germans Nayra i Javier Sanz (Rinoceronte Films), un recorregut per l'univers de la pintura, la poesia i la naturalesa a través de la mirada d'Antón Lamazares.
| «                                                     | "Antón Lamazares ha manifestat sempre una aproximació brutal per la matèria i el gest, vull dir-ho així “innocents” que no és exactament el mateix que “espontanis”. Lamazares és, no hem d'oblidar-ho, un artista mentalment i tècnicament molt complex. Pot, per exemple, utilitzar com a suport un cartró vulgar, però a les seves mans, ben premsat i envernissat, aquest agafa l'esplendor d'una fusta brillant. Els seus “gargots, que imiten la deixadesa infantil i el rudimentari esquematisme dels artistes autodidactes, estan impregnats sigui quin sigui el motiu figuratiu, de subtils refinaments. | » |
| — Francisco Calvo Serraller, Casa de la pintura, 2007 | |   |